# Antarctophiline
Antarctophiline is een geslacht van weekdieren uit de klasse van de Gastropoda (slakken).

## Soorten
- Antarctophiline alata (Thiele, 1912)
- Antarctophiline amoena (Thiele, 1925)
- Antarctophiline gibba (Strebel, 1908)